# Мелёшко, Лев Осипович
Лев Осипович Мелёшко (Леў Восіпавіч Мялёшка; род. 22 февраля 1920, Екатеринбург) — советский и белорусский физик, доктор физико-математических наук.

## Биография
Окончил Минский педагогический институт (1952).
Работал в Минском высшем инженерном радиотехническом училище войск ПВО. В 1967—1972 по совместительству зав. кафедрой физики Гродненского педагогического института.
В 1986—1996 профессор Белорусского государственного университета.
Диссертации:
- Исследование скорости кристаллизации единичного зерна как способ измерения периметрической энергии [Текст] : Автореферат дис. на соискание учен. степени кандидата физ.-мат. наук / Одес. гос. ун-т им. И. И. Мечникова. — Минск : [б. и.], 1954. — 16 с.
- Исследование фазовых превращений в переохлажденных расплавах [Текст] : Автореферат дис. на соискание ученой степени доктора физико-математических наук. (054) / Ин-т физ. химии АН СССР. — Москва : [б. и.], 1970. — 34 с.

Публикации:
- Молекулярная физика и введение в термодинамику : учеб. пособие / Л. О. Мелешко. — Минск : Вышэйш. шк., 1977. — 383 с.
- Физические основы ядерного оружия [Текст] : (Учебное пособие) / В. С. Лакузо, Л. О. Мелешко; Минское высш. инж. радиотехн. училище войск ПВО страны. — Минск : [б. и.], 1966. — 164 с.
- Специализированный задачник по физике [Текст] : Учебное пособие / Л. О. Мелешко, В. Е. Щербацевич, Я. В. Ленец, В. В. Пантелеев; Минское высш. инж. радиотехн. училище войск ПВО страны. — Минск : [б. и.], 1967. — 287 с.
- Влияние растворимых примесей на скорость роста и формы кристаллов [Текст] / Л. О. Мелешко // ТОХТ. — 1972. — Т. 6. — № 4. — 567 с.